# Marie Bourbonská (1428–1448)
Marie Bourbonská (1428 – 7. července 1448) byla francouzská šlechtična, první dcera Karla I. Bourbonského a Anežky Burgundské. Provdala se za kalábrijského vévodu Jana II. Lotrinského, který se po Mariině smrti stal lotrinským vévodou.
Smlouva o manželství byla podepsána v dubnu 1438, nicméně obřad se konal až kolem roku 1444, kdy bylo Marii přibližně 16 let a mohla tak vstoupit do manželství. Pár měl pět dětí:
- Isabelle (1445–1445)
- Jean (1445–1471)[1]
- René (1446–1446)
- Marie (1447–1447)
- Mikuláš I. Lotrinský (1448–1473)[2]

Marie zemřela při porodu 7. července 1448 a byla pohřbena v Meurthe-et-Moselle v Lotrinsku ve Francii.